# Tresse française
 (août 2022).
Le contenu est difficilement compréhensible vu les erreurs de traduction, qui sont peut-être dues à l'utilisation d'un logiciel de traduction automatique.

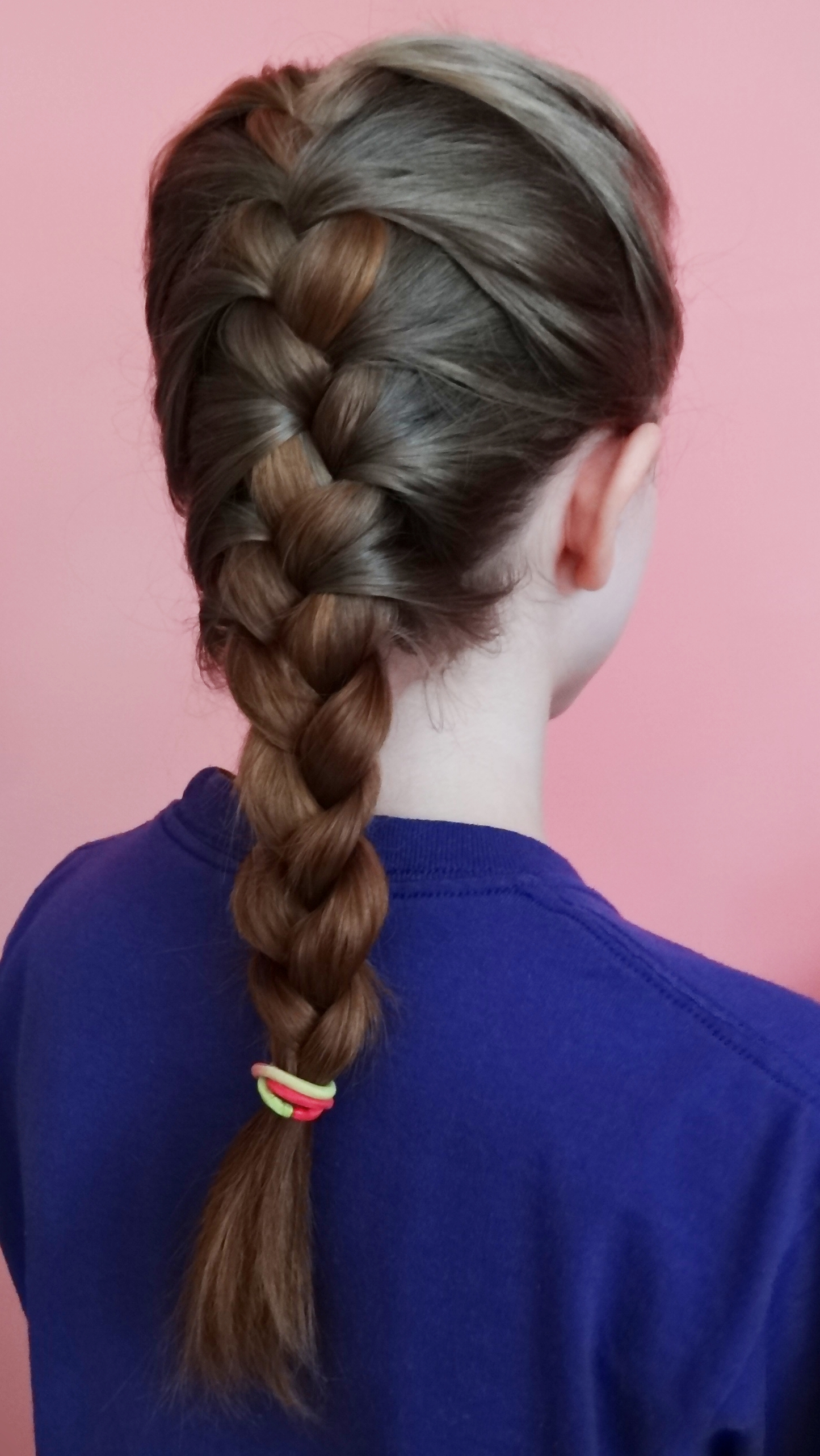
Une tresse française.

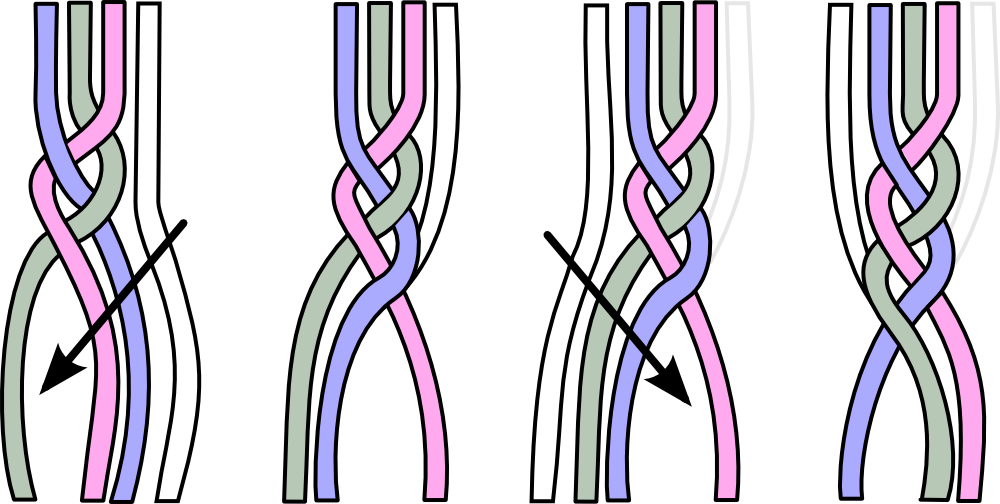
Les étapes de la confection d'une tresse française.

La tresse française est une coiffure qui consiste à tresser les cheveux.

## Présentation
La tresse dite française consiste à diviser la chevelure en trois parties depuis le sommet du crâne, puis à les tresser en descendant vers la nuque. Au fur et à mesure et à chaque étape de tressage des cheveux sont ajoutés à la tresse. Cela donne une natte, plaquée au crâne.  
Elle s'inspire de la tresse dite africaine qui se fait à la base sur cheveux crépus. 
Plusieurs types de tresse en sont issues : tresses libres, tresses fulani, corn row, mille pattes, etc. 
Plus elles sont petites plus elles peuvent durer plusieurs jours/semaines.[réf. souhaitée]

## Histoire
L'expression « tresse française » est d'origine anglaise et semble apparaître dans un numéro de la revue américaine Arthur's Lady's Home Magazine (en),  dans une courte fiction qui présente la coiffure ainsi : 

« [...] coiffez vos cheveux avec cette nouvelle tresse française »

Dans les grandes civilisations africaines, telles que l’Égypte antique, ou la civilisation Nok. Les hommes et les femmes portaient jadis différents types de coiffures tressées dont les tresses collées.
Ces différents types de coiffure sont retrouvés aujourd’hui notamment dans la majeure partie des pays d’Afrique Subsaharienne; mais également dans les pays d’Amériques Centrale, du Nord, du Sud et dans les Caraïbes.
En Afrique du Nord, les gens portent la tresse à trois brins cueillie depuis des milliers d'années, et les premières preuves de ce style nous parviennent de la chaîne de montagnes du Tassili n'Ajjer en Algérie. Dans ce pays, l’art rupestre représentant des femmes portant des tresses ramées remonte à près de 6 000 ans.
Au cours des millénaires suivants, le style est également apparu dans l’art grec ancien. Certains Grecs ont même enroulé les tresses autour de leur tête, donnant l'illusion d'une couronne. 
Enfin, la dynastie Sung est une autre source de ce style de coiffure, portée par les femmes de la haute société.

## Variantes
- Tresse néerlandaise, également appelé « tresse française inversée » ou « tresse d'ananas ».

- Tresse en queue de poisson. Elle était appelée « tresse grecque » au XIXe siècle[3].